# Redan (Géorgie)
Redan est une census-designated place située dans le comté de DeKalb, dans l’État de Géorgie, aux États-Unis. Lors du recensement de 2020, elle comptait 31 749 habitants.